# Meteor Apocalypse
Meteor Apocalypse is een Amerikaanse film uit 2010 van The Asylum met Joe Lando.

## Verhaal
Een gigantische meteoriet komt steeds dichter bij de aarde. Wetenschappers ontdekken dat de meteoriet langzaam uit elkaar valt, waardoor de hele planeet in gevaar komt. Een groep wetenschappers moet proberen een oplossing te vinden om de aarde te beschermen.

## Rolverdeling
| Acteur                   | Personage      |
| ------------------------ | -------------- |
| Joe Lando                | David Dematti  |
| Claudia Christian        | Kate Dematti   |
| Cooper Harris            | Lynn Leigh     |
| Brendan Andolsek Bradley | Curtis Langley |
| Sueann Han               | Candace Mills  |